# Dipcadi bakerianum
Dipcadi bakerianum är en sparrisväxtart som beskrevs av Harry Bolus. Dipcadi bakerianum ingår i släktet Dipcadi och familjen sparrisväxter. Inga underarter finns listade i Catalogue of Life.